# Odontotarsus
Odontotarsus — род полужесткокрылых (подотряда клопов) из семейства щитников-черепашек.

## Описание
Волоски на теле короткие. Переднеспинка с небольшой угловатой вырезкой в задней части бокового края.

## Систематика
В составе рода:
- Odontotarsus callosus Horváth, 1896
- Odontotarsus caudatus (Burmeister, 1835)
- Odontotarsus freyi Puton, 1882
- Odontotarsus grammicus (Linnaeus, 1767)
- Odontotarsus intermedius Horváth, 1923
- Odontotarsus latissimus Göllner-Scheiding, 1990
- Odontotarsus oculatus Horváth, 1882
- Odontotarsus parvulus Horváth, 1917
- Odontotarsus plicatulus Horváth, 1906
- Odontotarsus purpureolineatus (Rossi, 1790)
- Odontotarsus robustus Jakovlev, 1883
- Odontotarsus rufescens Fieber, 1861